# Narciarstwo alpejskie na Zimowych Igrzyskach Olimpijskich Młodzieży 2012
Narciarstwo alpejskie na Zimowych Igrzyskach Olimpijskich Młodzieży 2012 odbywało się w dniach 14 – 21 stycznia 2012 roku. Narciarze alpejscy będą rywalizowali po raz pierwszy o medale igrzysk olimpijskich młodzieży.
Zawodnicy i zawodniczki będą walczyć w czterech konkurencjach Indywidualnych: supergigancie, slalomie, gigancie, superkombinacji oraz w jednej konkurencji drużynowej: slalomie równoległym. Łącznie zostanie rozdanych dziesięć kompletów medali. Zawody odbywać się będą w Patscherkofel, który jest położony około 4 km na południe od Innsbrucka, miasta-organizatora ZIOM 2012.

## Terminarz
| Data             | Godzina | Miejscowość   | Konkurencja                 | Złoto                | Srebro                 | Brąz                  |
| ---------------- | ------- | ------------- | --------------------------- | -------------------- | ---------------------- | --------------------- |
| 14 stycznia 2012 |         | Patscherkofel | Supergigant chłopców        | Adam Lamhamedi       | Fredrik Bauer          | Joan Verdú Sánchez    |
| 14 stycznia 2012 |         | Patscherkofel | Supergigant dziewcząt       | Estelle Alphand      | Nora Grieg Christensen | Christina Ager        |
| 15 stycznia 2012 |         | Patscherkofel | Superkombinacja chłopców    | Marco Schwarz        | Miha Hrobat            | Sandro Simonet        |
| 15 stycznia 2012 |         | Patscherkofel | Superkombinacja dziewcząt   | Magdalena Fjällström | Estelle Alphand        | Adriana Jelinkova     |
| 17 stycznia 2012 |         | Patscherkofel | Drużynowy slalom równoległy | Austria              | Norwegia               | Francja               |
| 18 stycznia 2012 |         | Patscherkofel | Slalom gigant dziewcząt     | Clara Direz          | Estelle Alphand        | Jasmina Suter         |
| 19 stycznia 2012 |         | Patscherkofel | Slalom gigant chłopców      | Marco Schwarz        | Hannes Zingerle        | Sandro Simonet        |
| 20 stycznia 2012 |         | Patscherkofel | Slalom dziewcząt            | Petra Vlhová         | Roni Remme             | Jekatierina Tkaczenko |
| 21 stycznia 2012 |         | Patscherkofel | Slalom chłopców             | Sandro Simonet       | Dries van den Broecke  | Mathias Elmar Graf    |

## Wyniki

### Dziewczęta

#### supergigant
| Pozycja | Zawodniczka            | Narodowość | Czas    | Strata |
| ------- | ---------------------- | ---------- | ------- | ------ |
|         | Estelle Alphand        | Francja    | 1.05.78 | -      |
|         | Nora Grieg Christensen | Norwegia   | 1.05.79 | +0.01  |
|         | Christina Ager         | Austria    | 1.06.06 | + 0.28 |
| 4.      | Clara Direz            | Francja    | 1.06.09 | + 0.31 |
| 5.      | Martina Rettenwender   | Austria    | 1.06.10 | + 0.32 |
| 6.      | Magdalena Fjällström   | Szwecja    | 1.06.23 | + 0.45 |
| 7.      | Greta Small            | Australia  | 1.06.52 | + 0.74 |
| 8.      | Veronica Olivieri      | Włochy     | 1.06.59 | + 0.81 |
| 9.      | Petra Vlhová           | Słowacja   | 1.06.83 | + 1.08 |
| 10.     | Luana Flütsch          | Szwajcaria | 1.06.99 | + 1.21 |

#### superkombinacja
| Pozycja | Zawodniczka           | Narodowość | Czas    | Strata |
| ------- | --------------------- | ---------- | ------- | ------ |
|         | Magdalena Fjällström  | Szwecja    | 1.40.82 | -      |
|         | Estelle Alphand       | Francja    | 1.41.41 | + 0.59 |
|         | Adriana Jelinkova     | Holandia   | 1.42.21 | + 1.39 |
| 4.      | Petra Vlhová          | Słowacja   | 1.42.22 | + 1.40 |
| 5.      | Martina Rettenwender  | Austria    | 1.42.25 | + 1.43 |
| 6.      | Clara Direz           | Francja    | 1.42.31 | + 1.49 |
| 7.      | Luana Flütsch         | Szwajcaria | 1.42.52 | + 1.72 |
| 8.      | Jekatierina Tkaczenko | Rosja      | 1.43.09 | + 2.27 |
| 9.      | Roni Remme            | Kanada     | 1.43.26 | + 2.44 |
| 10.     | Jasmine Fiorano       | Włochy     | 1.43.27 | + 2.45 |

#### slalom gigant
| Pozycja | Zawodniczka           | Narodowość | Czas    | Strata |
| ------- | --------------------- | ---------- | ------- | ------ |
|         | Clara Direz           | Francja    | 1:56.13 | -      |
|         | Estelle Alphand       | Francja    | 1:56.34 | + 0.21 |
|         | Jasmina Suter         | Szwajcaria | 1:56.45 | + 0.32 |
| 4.      | Petra Vlhová          | Słowacja   | 1:56.51 | + 0.38 |
| 5.      | Magdalena Fjällström  | Szwecja    | 1:56.59 | + 0.46 |
| 6.      | Adriana Jelinkova     | Holandia   | 1:56.97 | + 0.84 |
| 7.      | Jekatierina Tkaczenko | Rosja      | 1:58.02 | + 1.89 |
| 8.      | Luana Flütsch         | Szwajcaria | 1:58.41 | + 2.28 |
| 9.      | Christina Ager        | Austria    | 1:59.13 | + 3.00 |
| 10.     | Saša Brezovnik        | Słowenia   | 1:59.17 | + 3.04 |

#### slalom
| Pozycja | Zawodniczka                 | Narodowość | Czas    | Strata |
| ------- | --------------------------- | ---------- | ------- | ------ |
|         | Petra Vlhová                | Słowacja   | 1:19.76 | -      |
|         | Roni Remme                  | Kanada     | 1:21.25 | + 1.49 |
|         | Jekatierina Tkaczenko       | Rosja      | 1:21.62 | + 1.86 |
| 4.      | Jasmina Suter               | Szwajcaria | 1:21.64 | + 1.88 |
| 5.      | Jasmine Fiorano             | Włochy     | 1:22.01 | + 2.25 |
| 6.      | Estelle Alphand             | Francja    | 1:22.22 | + 2.46 |
| 7.      | Greta Small                 | Australia  | 1:24.24 | + 4.48 |
| 8.      | Helga María Vilhjálmsdóttir | Islandia   | 1:24.92 | + 5.16 |
| 9.      | Saša Brezovnik              | Słowenia   | 1:26.05 | + 6.29 |
| 10.     | Dominika Drozdíková         | Czechy     | 1:26.38 | + 6.62 |

### Chłopcy

#### supergigant
| Pozycja | Zawodniczka             | Narodowość | Czas    | Strata |
| ------- | ----------------------- | ---------- | ------- | ------ |
|         | Adam Lamhamedi          | Maroko     | 1:04,45 | -      |
|         | Fredrik Bauer           | Szwecja    | 1:04,57 | + 0,12 |
|         | Joan Verdú Sánchez      | Andora     | 1:04,65 | + 0,20 |
| 4.      | Victor Schuller         | Francja    | 1:04,81 | + 0,36 |
| 5.      | Lucas Krahnert          | Niemcy     | 1:04,84 | + 0,39 |
| 6.      | Marcus Monsen           | Norwegia   | 1:04,97 | + 0,52 |
| 7.      | Davide Da Villa         | Włochy     | 1:05,53 | + 1,08 |
| 8.      | Massimiliano Valcareggi | Grecja     | 1:05,55 | + 1,10 |
| 9.      | Hannes Zingerle         | Włochy     | 1:05,57 | + 1,12 |
| 10.     | Mathias Elmar Graf      | Austria    | 1:05,62 | + 1,17 |

#### superkombinacja
| Pozycja | Zawodniczka        | Narodowość | Czas    | Strata |
| ------- | ------------------ | ---------- | ------- | ------ |
|         | Marco Schwarz      | Austria    | 1:40,45 | -      |
|         | Miha Hrobat        | Słowenia   | 1:41,12 | + 0,67 |
|         | Sandro Simonet     | Szwajcaria | 1:41,45 | + 1,00 |
| 4.      | Marcus Monsen      | Norwegia   | 1:42,21 | + 1,76 |
| 5.      | Leny Herpin        | Francja    | 1:42,25 | + 1,80 |
| 6.      | Fredrik Bauer      | Szwecja    | 1:42,66 | + 2,21 |
| 7.      | Mathias Elmar Graf | Austria    | 1:42,67 | + 2,22 |
| 7.      | Štefan Hadalin     | Słowenia   | 1:42,67 | + 2,22 |
| 9.      | Istok Rodeš        | Chorwacja  | 1:43,21 | + 2,76 |
| 10.     | Alex Leever        | USA        | 1:43,34 | + 2,89 |

#### slalom gigant
| Pozycja | Zawodniczka      | Narodowość | Czas    | Strata |
| ------- | ---------------- | ---------- | ------- | ------ |
|         | Marco Schwarz    | Austria    | 1:51,70 | -      |
|         | Hannes Zingerle  | Włochy     | 1:52,10 | + 0,40 |
|         | Sandro Simonet   | Szwajcaria | 1:52,33 | + 0,63 |
| 4.      | Martin Fjeldberg | Norwegia   | 1:52,89 | + 1,19 |
| 5.      | Marcus Monsen    | Norwegia   | 1:53,33 | + 1,63 |
| 6.      | Istok Rodeš      | Chorwacja  | 1:54,46 | + 2,76 |
| 7.      | Seiya Hiroshima  | Japonia    | 1:54,76 | + 3,06 |
| 8.      | Nikolaus Ertl    | Niemcy     | 1:55,13 | + 3,43 |
| 9.      | Tõnis Loik       | Estonia    | 1:55,52 | + 3,82 |
| 10.     | Ian Gut          | Szwajcaria | 1:55,54 | + 3,84 |

#### slalom
| Pozycja | Zawodniczka           | Narodowość | Czas    | Strata |
| ------- | --------------------- | ---------- | ------- | ------ |
|         | Sandro Simonet        | Szwajcaria | 1:18,36 | -      |
|         | Dries van den Broecke | Belgia     | 1:20,26 | + 1,90 |
|         | Mathias Elmar Graf    | Austria    | 1:20,35 | + 1,99 |
| 4.      | Davide de Villa       | Włochy     | 1:20,49 | + 2,13 |
| 5.      | Štefan Hadalin        | Słowenia   | 1:20,73 | + 2,37 |
| 6.      | Nikolaus Ertl         | Niemcy     | 1:21,12 | + 2,76 |
| 7.      | Lucas Krahnert        | Niemcy     | 1:21,27 | + 2,91 |
| 8.      | Joan Verdú Sánchez    | Andora     | 1:21,33 | + 2,97 |
| 9.      | Istok Rodeš           | Chorwacja  | 1:21,99 | + 3,63 |
| 10.     | Martin Grasic         | Kanada     | 1:22,32 | + 3,96 |

## Drużynowo
Zawody drużynowe (ang.: Team Event) rozegrane zostaną w formie slalomu równoległego.
| Konkurencja                 | Złoto   | Srebro   | Brąz    |
| Drużynowy slalom równoległy | Austria | Norwegia | Francja |